# Richard Kitzbichler
Richard Kitzbichler (ur. 12 stycznia 1974 w Wörgl) – austriacki piłkarz występujący na pozycji pomocnika.

## Kariera klubowa
Kitzbichler zawodową karierę rozpoczynał w 1992 roku w Tirolu Innsbruck z austriackiej Bundesligi. W 1993 roku zdobył z nim Puchar Austrii. Sezon 1994/1995 spędził na wypożyczeniu w klubie SC Kundl. Potem wrócił do Tirola, gdzie spędził jeszcze 2 lata.
W 1997 roku odszedł do Austrii Salzburg, także grającej w Bundeslidze austriackiej. W 2000 roku dotarł z zespołem do finału Pucharu Austrii, jednak Austria uległa tam Grazerowi AK. W Salzburgu spędził 5 lat.
W 2002 roku Kitzbichler podpisał kontrakt z niemieckim Hamburgerem SV. W niemieckiej Bundeslidze zadebiutował 11 sierpnia 2002 roku w wygranym 2:1 pojedynku z Hannoverem 96. W 2003 roku zdobył z zespołem Puchar Ligi Niemieckiej.
W tym samym roku wrócił do Austrii, gdzie został graczem Austrii Wiedeń (Bundesliga). Pierwszy ligowy mecz zaliczył tam 16 lipca 2003 roku przeciwko FC Kärnten (1:2). W 2004 roku wywalczył z klubem wicemistrzostwo Austrii, a także Superpuchar Austrii. W 2005 roku zdobył z nim natomiast Puchar Austrii.
W 2005 roku Kitzbichler przeszedł do australijskiego Melbourne Victory. W A-League zadebiutował 4 września 2005 roku w zremisowanym 2:2 spotkaniu z Perth Glory, w którym strzelił także gola. Na początku 2006 roku wrócił do Austrii. Został tam zawodnikiem rezerw klubu Red Bull Salzburg, w którym występował już gdy ten nosił nazwę Austria Salzburg. W 2009 roku zakończył karierę.

## Kariera reprezentacyjna
W reprezentacji Austrii Kitzbichler zadebiutował 24 kwietnia 1996 roku w wygranym 2:0 towarzyskim meczu z Węgrami. W latach 1996–2002 w drużynie narodowej rozegrał w sumie 17 spotkań.